# Reza Dormishian

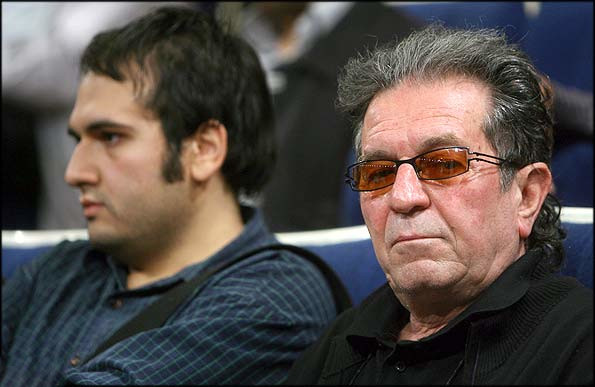
Dormishian Reza avec Dariush Mehrjui

Reza Dormishian (persan : رضا درمیشیان) est un réalisateur, scénariste et producteur de cinéma iranien, né le 6 novembre 1981 à Téhéran.

## Biographie
Reza Dormishian a travaillé en tant qu'assistant réalisateur de Dariush Mehrjui, Fereydoun Jeyrani et Alireza Davoudnejad. Il est l’un des plus éminents et réalisateurs les plus distingués de la nouvelle génération du cinéma iranien, dont les films ont été bien accueillis par la population, la critique et les festivals internationaux en raison de leurs thèmes sociaux et de leur structure moderne, mais ont fait face à des protestations du gouvernement et des groupes extrémistes nationaux.

## Filmographie

### Comme scénariste
- 2012 : Hatred ' ,[2],[3]
- 2014 : Je ne suis pas en colère [4],[5]
- 2016 : Lantouri [6]

### Comme réalisateur
- 2012 :  Hatred
- 2014 :  Je ne suis pas en colère
- 2016 :  Lantouri
- 2018 : Yavashaki
- 2019 : We have to

### Comme assistant-réalisateur
- Jadoughar
- 2007 :  Park-way
- 2010 :  Paria' s Story
- 2012 : I'm a mother

### Comme producteur
- 2013 : Feels so good you came back!
- 2014 : Je ne suis pas en colère
- 2016 : Lantouri